# Next Generation Network
Next Generation Network（NGN、次世代ネットワークまたは次世代網）とは、FMCと呼ばれる固定・移動体通信を統合し、トリプルプレイ（Triple Play）と呼ばれる、電話・データ通信・ストリーミング放送が融合したマルチメディアサービスを実現する、インターネットプロトコル技術を利用する次世代電話網である。

## 背景
グラハム・ベルによる電話機の発明以来、電話網において音声を目的の場所まで伝送するには回線交換が使用されてきた。それに対してデータ通信を主な目的とするインターネットにおいてはパケット交換が使用されている。
2000年頃まで音声通信の需要のほうがデータ通信よりも優勢であったが、2000年代よりデータ通信の需要が増加し音声通信トラフィックは減少してきている。他方、パケット通信網にてリアルタイム通信をおこなう技術が発展し、回線交換網の機器を新規開発・維持するよりも全てをパケット通信網でまかなうほうが費用の面でも有利となり、インターネットを使用して音声通信をおこなう インターネット電話がひろく使用されるようになっている。しかし、インターネットは電話網に比べると利用者による設定の簡便性やセキュリティの面において弱点がある。そこで、IPネットワークの長所をとりいれて通信網を再構築しようとしているのがNGN（次世代通信網）である。いいかえれば、NGNは電話網とインターネットとの融合という課題に対する電話の側からの解である。
また、音声通信をデータ通信と組み合わせて使用するユニファイド・メッセージングのようなアプリケーションのためには、両者をひとつのネットワーク上で扱う方が都合がよい。さらに通信と放送の融合をおこない、トリプルプレイと呼ばれる、電話・データ通信・ストリーミング放送の融合サービスを、高速通信網の有効利用・電気通信事業者の競争力確保に役立てようとする動きがある。
ITU-T SG13は1996年頃からGII（Global Information Infrastructure）の研究を行ってきたが、NGNはGIIの一つの実現形態であると整理し、GIIの研究からNGNの研究に舵を切った。研究にあたっては以下の組織を中核として検討を進めてきた。
JRG-NGN（Joint Rapporteur Group on NGN）
2003年9月末に第1回会合を開催。Y.2001（NGNの定義）及Y.2011（NGNの参照モデル）の2件の勧告を策定。
FG NGN（Focus Group on NGN）
2004年5月に組織。2005年11月に活動を終了。30にも上るドキュメントを作成。
NGN-GSI（NGN - Global Standard Initiative）
2006年1月に開催されたSG13の第4回会合以降活動。
ITU-T SG13でのGII（NGN）の研究でのアクセス回線は、インフラ整備を必要としない既存のメタリック回線による搬送伝送通信技術での研究をNTTが受け持ち、実施していたが、高速通信には程遠いものであった。NTTのサービスである光ファイバ通信（フレッツ光サービス）の出現により、光ファイバを利用する向きへ大きく意識を変えた。

## 標準化の状況
2003年から欧州連合の標準化機関である欧州電気通信標準化機構 (ETSI)のTISPAN、2004年からITU-TのFGNGN（Focus Group Next Generation Network）で標準化が行われている。
2006年にはITU-TにおいてNGNに関するリリース1の様々な勧告が制定されている。Y.2000番台とQ.3000番台が相当
これらの標準が規定するNGNは次のような特徴を持っている。
- 網としてIPネットワーク、通信プロトコルとしてSIPを使用する。
- FMCと呼ばれる固定・移動体通信を意識せずに使用できる統合されたサービスを実現する。
- データ通信と音声・動画などのリアルタイム通信とストリーミングなどの放送を統合したトリプルプレイのマルチメディアサービスを提供する。
- 第3世代携帯電話に関する標準化団体である3GPP規定のIMS（IPマルチメディアサブシステム）を基本構造として使用する。
- エンド・ツー・エンドでQoS制御を行い、高速データ通信とリアルタイム通信を同一のネットワークで両立可能とする。

ただしIP網といっても、純粋なイーサネットで構成された網に直接IPパケットを乗せる方法（これを後者と区別するために「Pure IP網」と呼ぶことがある）と、SDHやATMで構成されたバックボーン上でIPパケットを伝送する方法（10ギガビット・イーサネットをWAN PHYを用いSDHで伝送する場合なども含まれる）の2通りがある。

## NGNのアーキテクチャ

### 構成要素
ITU-Tにおいて示されたNGNのアーキテクチャについて説明する（図）。
- エンドユーザ機能（EUF） - カスタマのネットワークまたは端末（User Equipment）である。
- トランスポート・ストラタム（Transport Stratum） - ユーザのデータを転送する。トランスポート・ストラタムは次の各機能を提供する。
  - トランスポート機能 - パケット転送機能を担う。
  - ネットワーク・アタッチメント制御機能（NACF） - 認証やIPアドレス払い出しなど、端末をネットワークに接続する際の一連の処理を行う。ITU-TにおいてはNACFと呼ばれているが、ETSIにおいてはNASS（ネットワーク・アタッチメント・サブシステム）と呼ばれている。
  - 資源アドミッション制御機能（RACF） - QoS保証を含む、資源を指定した通信の受付制御を行う。ITU-TにおいてはRACFと呼ばれているが、ETSIにおいてはRACS（資源アドミッション制御サブシステム）と呼ばれている。
  - ユーザプロファイル・サーバ機能（UPSF） - ユーザの識別、セキュリティ、位置、プロファイルなどを管理する。
- サービス・ストラタム（Service Stratum） - トランスポート・ストラタムを制御する。サービス・ストラタムは次の各機能を提供する。
  - サービス制御機能（SCF） - コネクションの設定や帯域を管理するSIPサーバ群である
  - アプリケーション・サーバ機能（ASF） - Webとの連携や様々な付加価値サービスを実現する。
- 管理機能（Management Functions） - トランスポート・ストラタム、サービス・ストラタムおよびエンドユーザ機能を管理する。電話網の管理において使われてきた TeleManagement Networks（TMN） の枠組みにしたがう。
- サードパーティ・アプリケーション（3rd Party Applications） - サービス・ストラタム上で動作する、サードパーティから提供される各種のアプリケーションである。
- 他のネットワーク（Other Networks） - NGN網は他の NGN 網やPSTN / ISDN網、インターネットなどと接続される。

なお、NGNに関するドキュメントにおいては、これらの構成要素間のインタフェースも規定しているが、その説明はここでは省略する。

## シミュレーション・サービスとエミュレーション・サービス
NGNサービスには、IPネットワークインターフェースを利用者に提供し、利用者がIPネットワーク機器や従来機器への変換装置を接続するシミュレーション・サービスと、通信事業者内部をIP系の機器に交換するのみで利用者に提供するネットワークインターフェースには一切変更がないエミュレーション・サービスがある。
| 方式                       | 利用者ネットワークインターフェース | 利用者機器取替 | 新サービス提供 | 旧サービス維持 | 用途                           |
| -------------------------- | ---------------------------------- | -------------- | -------------- | -------------- | ------------------------------ |
| シミュレーション・サービス | IP                                 | 必須           | 容易           | 任意           | 新規サービスの提供             |
| エミュレーション・サービス | 在来                               | 不要           | 難             | 必須           | 在来サービスの低コストでの維持 |

## 各国の公衆交換電話網の置き換え
2000年代に入り、各国の事業者が公衆交換電話網の置き換えを発表している。
- 日本
  - NTTグループ

  - KDDI

2008年から加入者電話交換機撤去開始。完全IP完了の時期未定。
- イギリスのブリティッシュテレコム

21CN計画で2008年から利用者の希望によりIP移行開始。
- ドイツのドイツテレコム

2012年を目標にIP化完了予定。
- 大韓民国の韓国通信

2010年を目標にネットワーク部分のIP化完了予定。
- 中華民国（台湾）の中華電信

2008年を目標に長距離基幹網をIP化完了予定。2013年に全面的にIP網化。

## 日本のNGN

### NTTグループのNGN
NTTグループにおけるNGNとは、電話サービスや映像通信サービスなどを、SIPを使って統合的に実現するIPネットワークであり、サービス提供事業者がサービス・網インタフェース（SNI）を通してQoS等のNGNの機能を自由に制御できるという特長を有している。インターネット接続事業者には、従来通り網間インタフェース（NNI）で接続される。また、アクセス回線は光ファイバが前提となるため、ユーザ・網インタフェース（UNI）に対応する装置として、ONUが利用者宅に置かれることになる。
2006年12月20日、NTTグループはNGNのフィールド・トライアルを開始し、大手町（東京）と梅田（大阪）にショールームをオープンした。ショールームでは、松下電器産業（現：パナソニック）等のトライアル参加事業者の協力で開発された多様な情報家電端末を通して、NGNで実現できるサービスを体感することができる。2007年4月からNTT社宅や一般利用者宅でのトライアルを開始した。
そして2008年3月末からは商用サービス提供を開始した。サービス名はフレッツ光ネクスト（大都市からサービス開始し順次地方へ拡大する）。

### NGNの相互接続
NGNのオープン化が議論されている。
PPPoE方式の網終端装置は、設置費用を負担する事業者が増設基準を決定している。
2017年現在、IPoE接続のGWルータ設置場所は東京・大阪の2箇所であるが、2018年度に都道府県単位に増設予定である。
2017年現在、帯域換算係数で大容量装置ほど帯域当たり単価が低いことを、広帯域サービスの普及に利用している。